# Alex Pullin
Alex Pullin (Mansfield (Victoria), 20 september 1987 – Gold Coast (Queensland)), 8 juli 2020) was een Australische snowboarder. Hij vertegenwoordigde zijn vaderland op de Olympische Winterspelen 2010 in Vancouver, op de Olympische Winterspelen 2014 in Sotsji en op de Olympische Winterspelen 2018 in Pyeongchang. Pullin overleed op 8 juli 2020 tijdens het speervissen.

## Carrière
Op de FIS wereldkampioenschappen snowboarden 2003 in Kreischberg was Pullins beste resultaat de 49e plaats op de snowboardcross. Tijdens de FIS wereldkampioenschappen snowboarden 2005 in Whistler eindigde de Australiër als vierenvijftigste op de snowboardcross. 
In Arosa nam Pullin deel aan de FIS wereldkampioenschappen snowboarden 2007, op dit toernooi eindigde hij als zesentwintigste op de snowboardcross. Bij zijn wereldbekerdebuut, in februari 2007 in Furano, scoorde de Australiër direct zijn eerste wereldbekerpunten. In september 2007 behaalde Pullin zijn eerste toptien klassering in de wereldbeker, in februari 2008 stond de Australiër in Gujo voor de eerste maal op het podium van een wereldbeker wedstrijd. Op de FIS wereldkampioenschappen snowboarden 2009 in Gangwon eindigde Pullin als twintigste op de snowboardcross. Tijdens de Olympische Winterspelen van 2010 in Vancouver eindigde de Australiër als zeventiende op de snowboardcross. Enkele weken na de Spelen boekte Pullin in Valmalenco zijn eerste wereldbekerzege.
In La Molina nam de Australiër deel aan de FIS wereldkampioenschappen snowboarden 2011, op dit toernooi veroverde hij de wereldtitel op de snowboardcross. Op de FIS wereldkampioenschappen snowboarden 2013 in Stoneham prolongeerde Pullin zijn wereldtitel op de snowboardcross. Tijdens de Olympische Winterspelen van 2014 in Sotsji eindigde de Australiër als dertiende op het onderdeel snowboardcross.
In Kreischberg nam Pullin deel aan de FIS wereldkampioenschappen snowboarden 2015. Op dit toernooi eindigde hij als zesde op de snowboardcross. Op de FIS wereldkampioenschappen snowboarden 2017 in de Spaanse Sierra Nevada sleepte de Australiër de bronzen medaille in de wacht op het onderdeel snowboardcross. Tijdens de Olympische Winterspelen van 2018 in Pyeongchang eindigde hij als zesde op de snowboardcross.
In Park City nam Pullin deel aan de FIS wereldkampioenschappen snowboarden 2019. Op dit toernooi eindigde hij als negende op de snowboardcross.

## Resultaten

### Olympische Winterspelen
| Jaar | Plaats      | Resultaten         |
| ---- | ----------- | ------------------ |
| 2010 | Vancouver   | 17e Snowboardcross |
| 2014 | Sotsji      | 13e Snowboardcross |
| 2018 | Pyeongchang | 6e Snowboardcross  |

### Wereldkampioenschappen
| Jaar | Plaats        | Resultaten                                                     |
| ---- | ------------- | -------------------------------------------------------------- |
| 2003 | Kreischberg   | 49e Snowboardcross 51e Parallelreuzenslalom 56e Parallelslalom |
| 2005 | Whistler      | 54e Snowboardcross                                             |
| 2007 | Arosa         | 26e Snowboardcross                                             |
| 2009 | Gangwon       | 20e Snowboardcross                                             |
| 2011 | La Molina     | Snowboardcross                                                 |
| 2013 | Stoneham      | Snowboardcross                                                 |
| 2015 | Kreischberg   | 6e Snowboardcross                                              |
| 2017 | Sierra Nevada | Snowboardcross                                                 |
| 2019 | Park City     | 9e Snowboardcross                                              |

### Wereldbeker
Eindklasseringen
| Seizoen   | Algm | SBX    |
| --------- | ---- | ------ |
| 2006/2007 | 136e | 30e    |
| 2007/2008 | 44e  | 13e    |
| 2008/2009 | 30e  | 13e    |
| 2009/2010 | 10e  | Zilver |
| 2010/2011 | 5e   | Goud   |
| 2011/2012 | –    | 14e    |
| 2012/2013 | –    | Goud   |
| 2013/2014 | –    | 53e    |
| 2014/2015 | –    | Zilver |
| 2015/2016 | –    | 5e     |
| 2016/2017 | –    | 4e     |
| 2017/2018 | –    | Brons  |

Wereldbekerzeges
| Datum             | Plaats         | Onderdeel      |
| ----------------- | -------------- | -------------- |
| 12 maart 2010     | Valmalenco     | Snowboardcross |
| 25 maart 2011     | Arosa          | Snowboardcross |
| 9 maart 2013      | Arosa          | Snowboardcross |
| 16 maart 2013     | Veysonnaz      | Snowboardcross |
| 15 maart 2015     | Veysonnaz      | Snowboardcross |
| 20 maart 2016     | Baqueira-Beret | Snowboardcross |
| 12 februari 2017  | Feldberg       | Snowboardcross |
| 9 september 2017  | Cerro Catedral | Snowboardcross |
| 10 september 2017 | Cerro Catedral | Snowboardcross |